# Figlie del re

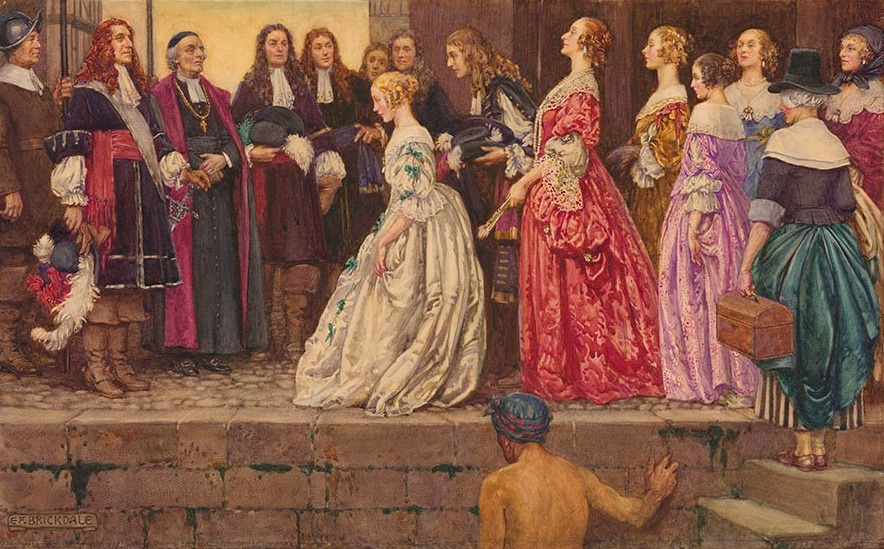
Arrivo delle figlie del re a Québec, ricevute da Jean Talon e da François de Montmorency-Laval, dipinto di Eleanor Fortescue-Brickdale.

Le figlie del re (in francese: filles du roi) furono donne francesi, numericamente tra le 700 e le 900 unità, che tra il 1663 e il 1673 emigrarono in Nuova Francia sotto la sponsorizzazione monetaria di Re Luigi XIV, affinché potessero sposarsi e iniziare nuove famiglie, nel tentativo di popolare la colonia francese del Nordamerica.

## Origine
Nella Nuova Francia di metà Seicento c'era una forte sproporzione tra uomini e donne, poiché queste ultime erano tenute a pagare il viaggio in nave, e, perdipiù, ce n'erano ben poche che volessero volontariamente emigrare in un posto dal clima proibitivo. La Francia stessa aveva considerato il suo possedimento americano come un avamposto piuttosto che una colonia. Il governatore Jean Talon chiese al re di spedire almeno 500 ragazze al fine di correggere il problema. Il re accettò, ed anzi reclutò il doppio del numero richiesto.
Il titolo "figlie del re" non indicava parentele con il sovrano e nemmeno l'appartenenza al ceto nobiliare, anzi gran parte di queste donne, se non la totalità, era di estrazione popolana. Ricevettero dal re un aiuto finanziario, la dote che era necessaria a quel tempo per sposarsi, oltre al pagamento del viaggio in nave. Molte ragazze vennero reclutate negli orfanotrofi dell'Île-de-France e della Normandia, erano considerate orfane per il fatto di aver perso un genitore, non necessariamente entrambi, qualcuna di loro li aveva entrambi ancora in vita.

## Arrivo in Nuova Francia
In totale 737 ragazze si sposarono in Nuova Francia, in gran parte con contadini e in qualche caso con soldati del reggimento Carignan-Salières.
C'erano anche alcuni gruppi di donne non-francesi. Per esempio Marie de l'Incarnation scrisse che c'erano ragazze originarie dei Paesi Bassi, della Germania, della Spagna e del Portogallo. La gran parte delle ragazze proveniva dai ceti medi e bassi. La dote più un certo grado di libertà sociale furono sufficienti per attrarle in Nuova Francia.

## Integrazione nella Nuova Francia
Le donne sbarcarono a Québec, Trois-Rivières e Montréal e molte di esse ebbero poca fatica a trovare un marito, dato che uomini scapoli già le attendevano ai porti per corteggiarle. Se entrambe le parti erano soddisfatte, cercavano un notaio per ratificare il contratto di matrimonio ed erano sposati in poche settimane. Molte donne a un mese dal loro arrivo in Nuova Francia erano già sposate.
Uno dei primi problemi delle ragazze fu l'adattamento alla vita agricola. Marie de l'Incarnation scrisse che erano prevalentemente ragazze di città e poche di esse conoscevano i lavori di campagna, cosicché negli anni che seguirono vennero reclutate più facilmente ragazze di campagna, ma tuttavia questo rimase un problema. Così Anne Gasnier, una donna di Québec, fu designata per recarsi in Francia al fine di scegliere le candidate che presentassero il migliore potenziale d'adattamento alla nuova realtà. Si indirizzò verso gli istituti di carità, dove erano ricevute e alloggiate le orfane e le ragazze povere. Gli storici hanno messo in evidenza che almeno la metà delle filles du Roi erano originarie di Parigi. Dopo l'Île-de-France le province che contribuirono a questo movimento furono la Normandia, l'Aunis, il Poitou, la Champagne, la Piccardia, l'Orleanese e la Beauce. Sembrerebbe invece che l'Alsazia, la Linguadoca, il Delfinato, la Provenza, il Rossiglione, la Guascogna, il Béarn e la Contea di Foix non abbiano partecipato a questo movimento.
Ci furono circa 300 donne che non trovarono marito, per le più disparate motivazioni. Qualcuna non partì mai per l'America, altre perirono nel viaggio, altre ancora fecero nuovamente rotta per il Vecchio Continente. Poche furono quelle che realmente non si sposarono.